# Raisa Doligoida
Raisa Doligoida es una deportista soviética que compitió en remo. Ganó dos medallas de oro en el Campeonato Mundial de Remo, en los años 1981 y 1982.

## Palmarés internacional
| Campeonato Mundial | Campeonato Mundial | Campeonato Mundial | Campeonato Mundial |
| Año                | Lugar              | Medalla            | Prueba             |
| ------------------ | ------------------ | ------------------ | ------------------ |
| 1981               | Múnich (RFA)       | Medalla de oro     | Cuatro con timonel |
| 1982               | Lucerna (Suiza)    | Medalla de oro     | Ocho con timonel   |